# Ronnie Hawkins
Ronald Hawkins, detto Ronnie (Huntsville, 10 gennaio 1935 – Peterborough, 29 maggio 2022), è stato un cantautore e musicista canadese.
Conosciuto anche come "Rompin' Ronnie", "Mr. Dynamo" o "The Hawk", è stato uno dei musicisti chiave della scena rock degli anni '60 a Toronto. Si è esibito in tutto il Nord America e ha registrato più di 25 album. Le sue canzoni di successo includono le cover di "Thirty Days" di Chuck Berry (ribattezzata "Forty Days") e "Mary Lou" di Young Jessie, una canzone su un cercatore d'oro.  Altre registrazioni famose sono una cover di "Who Do You Love?" di Bo Diddley. (senza il punto interrogativo), "Ehi! Bo Diddley" e "Susie Q", che è stata scritta da suo cugino, l'artista rockabilly Dale Hawkins.

## Biografia
Hawkins è nato il 10 gennaio 1935 a Huntsville, Arkansas, figlio di Flora (nata Cornett), un'insegnante, e Jasper Hawkins, un barbiere. Nel 1945, la famiglia, che includeva la sorella maggiore di Hawkins, Winifred, si trasferì a Fayetteville, dove Hawkins fu educato nelle scuole pubbliche della città, diplomandosi alla Fayetteville High School nel 1952.  La musicalità correva nella famiglia di Hawkins; Il padre, gli zii e i cugini di Hawkins avevano girato il circuito honky-tonk in Arkansas e Oklahoma negli anni '30 e '40. Suo zio Delmar "Skipper" Hawkins, un musicista di strada, si era trasferito in California intorno al 1940 e si unì alla band della star del canto cowboy Roy Rogers, i Sons of the Pioneers. Il cugino di Hawkins, Dale Hawkins, il primo artista bianco a cantare all'Apollo Theater di Harlem e al Regal Theater di Chicago, registrò la canzone rhythm and blues "Suzie Q" nel 1957.
Hawkins e il gruppo avevano iniziato un tour in Canada nel 1958 come Ron Hawkins Quartet su raccomandazione di Conway Twitty, che gli disse che il pubblico canadese voleva ascoltare il rockabilly. Il loro bassista George Paulman abusava di alcol e pillole, così Hawkins lo lasciò indietro e suonarono senza basso nel loro primo tour in Ontario. Il loro primo concerto fu alla Golden Rail Tavern di Hamilton, Ontario, dove, secondo l'agente Harold Kudlets, tutti i baristi se ne andarono quando sentirono il suono della band e videro le acrobazie di Hawkins sul palco.  Nel 1959 si esibì in una serie di spettacoli dal vivo nel paese e firmò un contratto quinquennale con la Roulette Records. Lavorando a Toronto, Ronnie Hawkins e gli Hawks incisero l'LP Ronnie Hawkins nel 1959, e con Fred Carter, Jr. che prese il posto di Jimmy Ray "Luke" Paulman alla chitarra solista, incisero un altro LP, Mr. Dynamo, l'anno successivo, entrambi registrati per l'etichetta Roulette.

## Discografia

### Album in studio
- 1959 - Ronnie Hawkins
- 1960 - Mr. Dynamo
- 1961 - Folk Ballads of Ronnie Hawkins
- 1962 - Sings the Songs of Hank Williams
- 1964 - Mojo Man
- 1968 - The Hawk in Winter
- 1969 - The Hawk
- 1972 - Rock and Roll Resurrection
- 1974 - The Giant of Rock 'n Roll
- 1977 - Rockin'
- 1981 - A Legend in His Spare Time
- 1982 - The Hawk and Rock
- 1984 - Making It Again
- 1987 - Hello Again ... Mary Lou
- 2002 - Still Cruising